# Wilfredo Vázquez junior

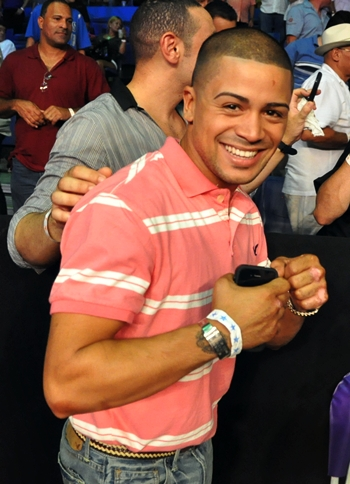
Wilfredo Vázquez junior, 2011

Wilfredo Vázquez junior (* 18. Juni 1984 in Bayamón, Puerto Rico) ist ein puerto-ricanischer Boxer im Superbantamgewicht. Er ist der Sohn von Wilfredo Vázquez, der den denselben Namen trägt.

## Profi
Am 8. Dezember im Jahre 2006 gab er erfolgreich sein Profidebüt. Am 27. Februar des Jahres 2010 wurde er Weltmeister der WBO, als er Marvin Sonsona durch klassischen K. o. in Runde 4 bezwang. Diesen Gürtel verteidigte er noch im selben Jahr zweimal und verlor ihn im Mai des darauffolgenden Jahres an Jorge Arce durch T.K.o. in der 12. Runde.